# Ondřej Cink
Ondřej Cink (* 7. prosince 1990 v Rokycanech) je český profesionální cyklista, vítěz závodu světového poháru horských kol, účastník Tour de France a čtyřnásobný olympionik z let 2012, 2016, 2020 a 2024. 

## Kariéra
Závodit začal Cink na horských kolech, konkrétně v disciplíně cross country, v níž se stal dvojnásobným mistrem České republiky, medailistou z ME či MS a účastníkem Olympijských her v letech 2012 a 2016.
V říjnu 2016 oznámil Cink přestup na silnici, kde se jeho působištěm stala nově vzniklá stáj Bahrain–Merida. Hned ve své první sezoně v silniční cyklistice se Ondřej dostal na soupisku svého týmu pro Tour de France, tu však nedokončil.
Počínaje rokem 2018 se Cink vrátil zpět k horským kolům. V březnu 2019 spolu se Sergiem Mantecónem vyhrál závěrečnou etapu Cape Epic V roce 2021 se zúčastnil svých třetích olympijských her, v boji o medaile ho však zastavil defekt. O dva roky později, v dubnu 2023, zvítězil na Ötzaler MTB Festivalu v rakouském Haimingu. Dne 20. července 2024 se Cink posedmé v kariéře stal mistrem České republiky, čímž dorovnal Jaroslava Kulhavého. O devět dní později, 29. července, se počtvrté zúčastnil letních olympijských her. V červnu 2025, jako druhý Čech, zvítězil v závodu světového poháru horských kol, když v rakouském Leogangu o 18 vteřin porazil švýcara Mathiase Flückigera.

## Úspěchy
| - 3. ve štafetě na Mistrovství Evropy v cross country - Mistr České republiky do 23 let v cross-country - 5. na Mistrovství Evropy do 23 let v cross-country - Mistr světa do 23 let v cross-country - Mistr Evropy do 23 let v cross-country - Mistr České republiky v cross-country - Mistr České republiky v cross-country - 3. na Mistrovství světa v cross-country - 3. na Světovém poháru v cross-country v Lenzerheide - 3. na Mistrovství Evropy v cross-country - 4. na Mistrovství světa v cross-country - 2. na Světovém poháru v cross-country ve Vallnordu - 14. v cross-country na Olympijských hrách - Mistr České republiky v cross-country - Vítěz 8. etapy Cape Epic (se Sergiem Mantecónem) | - Mistr České republiky v cross-country - Mistr České republiky v cross-country - 3. v celkovém hodnocení světového poháru v cross-country - 2. v Leogangu - 2. v Les Gets - 3. v Snowshoe - Mistr České republiky v cross-country - Vítěz Ötzaler MTB Festivalu - 3. na Světovém poháru v cross-country v Leogangu - Mistr České republiky v cross-country - Vítěz světovém poháru v cross-country v Leogangu |

### Umístění v celkové klasifikaci na Grand Tours
| Grand Tour      | 2017 |
| --------------- | ---- |
| Giro d'Italia   | —    |
| Tour de France  | DNF  |
| Vuelta a España | —    |

| —   | Neúčastnil se |
| DNF | Nedokončil    |